# Catamenia inornata
Sementeiro-andino ou bico-dourado-suave (Catamenia inornata) é uma espécie de ave da família Fringillidae.
Pode ser encontrada nos seguintes países: Argentina, Bolívia, Chile, Colômbia, Equador, Peru e Venezuela.
Os seus habitats naturais são: regiões subtropicais ou tropicais húmidas de alta altitude, matagal tropical ou subtropical de alta altitude e campos de altitude subtropicais ou tropicais.